# Yordan Osorio
Yordan Hernando Osorio Paredes (Barinas, Barinas, 10 de mayo de 1994) es un futbolista venezolano que juega como defensa en el Deportivo La Guaira de la Primera División de Venezuela, Es internacional con la selección de Venezuela.

## Trayectoria

### Zamora FC
Debutó el 3 de abril de 2014 en la victoria 2-0 contra Llaneros de Guanare. Participó en más de 100 juegos, llegando a meter 5 goles.

### CD Tondela
El contrato uniría al criollo con el conjunto lusitano por un período de cuatro años. Debutó en el conjunto portugués el 22 de enero de 2017 en la derrota 4-0 contra Benfica.
A finales del mes de enero de 2018, se empezó a rumorar con fuerza el interés del Oporto por contar con los servicios del central venezolano, todo para que en el cierre del mercado de pases se hiciera oficial su salida al club anteriormente mencionado.

### FC Oporto
Ya en el Fútbol Club Oporto Osorio se mostró complacido con su nuevo pase, en el cual se revelaría, que sería un préstamo con opción a compra a final de temporada. Sin embargo, no empezó con buen pie su llegada al club, llegando incluso, a pasar de ser convocado en un choque de Liga de Campeones de la UEFA contra el Liverpool, a no ser convocado en todo el mes de febrero y no ser tenido en cuenta por su técnico Sérgio Conceição.
Posteriormente de estar inactivo por un poco más de dos meses, Osorio debuta con el equipo en un choque contra el Belenenses por jornada de liga de la Primeira Liga. En este encuentro, disputaría todo el primer tiempo, y un cuarto del segundo, siendo sustituido debido a que en la fracción 10' del encuentro, Felipe y Osorio no se entendieron para sacar el balón de su área y un jugador rival se quedó solo ante Iker Casillas, a quien batió con un suave toque para picar el balón por encima del guardameta español. Luego de ahí, su actuación fue regular, siendo sustituido al 72' de la segunda parte.

### Vitória de Guimarães

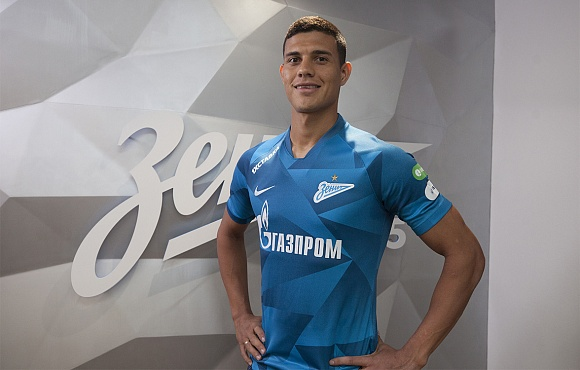
Osorio en su presentación con el Zenit de San Petersburgo, en 2019.

El 5 de julio de 2018 fue cedido al Vitória de Guimarães por una temporada.

### Zenit de San Petersburgo
El 31 de agosto de 2019, el Zenit de San Petersburgo hizo oficial su llegada como cedido hasta final de temporada. Al término de la misma regresó al conjunto portugués mientras ambos clubes negociaban el traspaso tras no querer pagar el equipo ruso los siete millones de euros de la opción de compra.

### Parma Calcio
El 5 de octubre de 2020, abandonó definitivamente el F. C. Oporto a cambio de 4 millones de euros y firmó por cuatro años con el Parma Calcio 1913, de la Serie A de Italia.

## Selección nacional
Ha sido internacional con la selección de Venezuela en 22 ocasiones. Debutó el 3 de junio de 2017 en un amistoso frente a la selección de Estados Unidos.

### Participaciones internacionales
| Competición                   | Sede            | Resultado        | Partidos | Goles |
| ----------------------------- | --------------- | ---------------- | -------- | ----- |
| Amistosos                     | Amistosos       | Amistosos        | 19       | 0     |
| Copa América 2019             | Brasil          | Cuartos de final | 1        | 0     |
| Eliminatorias Mundial de 2022 | América del Sur | 10.º lugar       | 4        | 0     |
| Copa América 2024             | Estados Unidos  | Cuartos de final | 4        | 0     |
| Eliminatorias Mundial de 2026 | América del Sur | En disputa       | 5        | 0     |
| Total                         | Total           | Total            | 33       | 0     |

Actualizado al ultimo partido jugado el 5 de julio de 2024.

## Estadísticas
Actualizado al último partido jugado el 5 de mayo de 2024.
| Club                             | Div.          | Temporada     | Liga  | Liga  | Liga   | Copas nacionales(1) | Copas nacionales(1) | Copas nacionales(1) | Torneos internacionales(2) | Torneos internacionales(2) | Torneos internacionales(2) | Total(3) | Total(3) | Total(3) |
| Club                             | Div.          | Temporada     | Part. | Goles | Asist. | Part.               | Goles               | Asist.              | Part.                      | Goles                      | Asist.                     | Part.    | Goles    | Asist.   |
| -------------------------------- | ------------- | ------------- | ----- | ----- | ------ | ------------------- | ------------------- | ------------------- | -------------------------- | -------------------------- | -------------------------- | -------- | -------- | -------- |
| Zamora F. C. · Venezuela         | 1.ª           | 2013-14       | 8     | 0     | 0      | —                   | —                   | —                   | —                          | —                          | —                          | 8        | 0        | 0        |
| Zamora F. C. · Venezuela         | 1.ª           | 2014-15       | 23    | 1     | 0      | —                   | —                   | —                   | —                          | —                          | —                          | 23       | 1        | 0        |
| Zamora F. C. · Venezuela         | 1.ª           | 2015          | 21    | 0     | 0      | 4                   | 0                   | 0                   | 7                          | 0                          | 1                          | 32       | 0        | 1        |
| Zamora F. C. · Venezuela         | 1.ª           | 2016          | 39    | 4     | 0      | 4                   | 0                   | 0                   | 4                          | 0                          | 0                          | 47       | 4        | 0        |
| Zamora F. C. · Venezuela         | Total club    | Total club    | 91    | 5     | 0      | 8                   | 0                   | 0                   | 11                         | 0                          | 1                          | 110      | 5        | 1        |
| C. D. Tondela Portugal           | 1.ª           | 2016-17       | 15    | 3     | 0      | —                   | —                   | —                   | —                          | —                          | —                          | 15       | 3        | 0        |
| C. D. Tondela Portugal           | 1.ª           | 2017-18       | 12    | 0     | 0      | —                   | —                   | —                   | —                          | —                          | —                          | 12       | 0        | 0        |
| C. D. Tondela Portugal           | Total club    | Total club    | 27    | 3     | 0      | —                   | —                   | —                   | —                          | —                          | —                          | 27       | 3        | 0        |
| F. C. Oporto Portugal            | 1.ª           | 2017-18       | 1     | 0     | 0      | 0                   | 0                   | 0                   | —                          | —                          | —                          | 1        | 0        | 0        |
| F. C. Oporto Portugal            | Total club    | Total club    | 1     | 0     | 0      | 0                   | 0                   | 0                   | —                          | —                          | —                          | 1        | 0        | 0        |
| Vitória de Guimarães Portugal    | 1.ª           | 2018-19       | 27    | 2     | 0      | 3                   | 0                   | 0                   | —                          | —                          | —                          | 30       | 2        | 0        |
| Vitória de Guimarães Portugal    | Total club    | Total club    | 27    | 2     | 0      | 3                   | 0                   | 0                   | —                          | —                          | —                          | 30       | 2        | 0        |
| Zenit de San Petersburgo · Rusia | 1.ª           | 2019-20       | 7     | 0     | 0      | 4                   | 0                   | 0                   | 5                          | 0                          | 0                          | 16       | 0        | 0        |
| Zenit de San Petersburgo · Rusia | Total club    | Total club    | 7     | 0     | 0      | 4                   | 0                   | 0                   | 5                          | 0                          | 0                          | 16       | 0        | 0        |
| Parma Calcio 1913 · Italia       | 1.ª           | 2020-21       | 23    | 0     | 0      | 1                   | 0                   | 0                   | —                          | —                          | —                          | 24       | 0        | 0        |
| Parma Calcio 1913 · Italia       | 2.ª           | 2021-22       | 15    | 0     | 1      | 1                   | 0                   | 0                   | —                          | —                          | —                          | 16       | 0        | 1        |
| Parma Calcio 1913 · Italia       | 2.ª           | 2022-23       | 30    | 0     | 0      | 1                   | 0                   | 0                   | —                          | —                          | —                          | 31       | 0        | 0        |
| Parma Calcio 1913 · Italia       | 2.ª           | 2023-24       | 24    | 0     | 1      | 3                   | 0                   | 0                   | —                          | —                          | —                          | 27       | 0        | 1        |
| Parma Calcio 1913 · Italia       | Total club    | Total club    | 92    | 0     | 2      | 6                   | 0                   | 0                   | —                          | —                          | —                          | 98       | 0        | 2        |
| Total carrera                    | Total carrera | Total carrera | 244   | 10    | 2      | 21                  | 0                   | 0                   | 16                         | 0                          | 1                          | 284      | 10       | 3        |

(1) Incluye datos de la Copa Venezuela, Copa de Portugal, Copa de Rusia y Copa Italia
(2) Incluye datos de la Copa Libertadores y Liga de Campeones
(3) No incluye amistosos

## Palmarés

### Campeonatos nacionales
| Título                        | Club                     | País      | Año     |
| ----------------------------- | ------------------------ | --------- | ------- |
| Torneo Clausura               | Zamora F. C.             | Venezuela | 2014    |
| Primera División de Venezuela | Zamora F. C.             | Venezuela | 2013-14 |
| Torneo Adecuación             | Zamora F. C.             | Venezuela | 2015    |
| Torneo Apertura               | Zamora F. C.             | Venezuela | 2016    |
| Primera División de Venezuela | Zamora F. C.             | Venezuela | 2016    |
| Primeira Liga                 | F. C. Oporto             | Portugal  | 2017-18 |
| Liga Premier de Rusia         | Zenit de San Petersburgo | Rusia     | 2019-20 |
| Copa de Rusia                 | Zenit de San Petersburgo | Rusia     | 2019-20 |
| Serie B                       | Parma Calcio             | Italia    | 2023-24 |